# Liste der Bodendenkmäler in Elsendorf
Auf dieser Seite sind die Bodendenkmäler in der niederbayerischen Gemeinde Elsendorf zusammengestellt. Diese Tabelle ist eine Teilliste der Liste der Bodendenkmäler in Bayern. Grundlage ist die Bayerische Denkmalliste, die auf Basis des Bayerischen Denkmalschutzgesetzes vom 1. Oktober 1973 erstmals erstellt wurde und seither durch das Bayerische Landesamt für Denkmalpflege geführt wird. Die folgenden Angaben ersetzen nicht die rechtsverbindliche Auskunft der Denkmalschutzbehörde.

## Bodendenkmäler in Elsendorf
| Lage                            | Objekt | Akten-Nr.     | Bild |
| ------------------------------- | --- | ------------- | ---- |
| Aiglsbach (Standort)            | Viereckschanze der späten Latènezeit. | D-2-7236-0005 |      |
| Elsendorf (Standort)            | Siedlung vor- und frühgeschichtlicher Zeitstellung. | D-2-7236-0007 |      |
| Elsendorf (Standort)            | Siedlung vor- und frühgeschichtlicher Zeitstellung. | D-2-7236-0008 |      |
| Elsendorf (Standort)            | Frühmittelalterliches Reihengräberfeld. | D-2-7236-0009 |      |
| Elsendorf (Standort)            | Siedlung der frühen Bronzezeit. | D-2-7236-0010 |      |
| Elsendorf (Standort)            | Siedlung vor- und frühgeschichtlicher Zeitstellung. | D-2-7236-0011 |      |
| Elsendorf (Standort)            | Siedlung vor- und frühgeschichtlicher Zeitstellung. | D-2-7236-0012 |      |
| Elsendorf (Standort)            | Siedlung vor- und frühgeschichtlicher Zeitstellung. | D-2-7236-0013 |      |
| Elsendorf (Standort)            | Siedlung vor- und frühgeschichtlicher Zeitstellung. | D-2-7236-0014 |      |
| Elsendorf (Standort)            | Verebnetes viereckiges Grabenwerk vor- und frühgeschichtlicher Zeitstellung, wohl Viereckschanze der späten Latènezeit. | D-2-7236-0077 |      |
| Elsendorf (Standort)            | Untertägige frühneuzeitliche Befunde im Bereich der ehem. Einsiedelei Maria Brünnl mit der Kath. Kapelle Mariä Heimsuchung, sog. Brünnlkapelle, bei Appersdorf, darunter die Spuren von Vorgängerbauten bzw. älteren Bauphasen.                                                                          | D-2-7236-0093 |      |
| Elsendorf (Standort)            | Untertägige mittelalterliche und frühneuzeitliche Befunde im Bereich der Kath. Pfarrkirche St. Petrus in Appersdorf, darunter die Spuren von Vorgängerbauten bzw. älteren Bauphasen. | D-2-7236-0094 |      |
| Elsendorf (Standort)            | Untertägige mittelalterliche und frühneuzeitliche Befunde im Bereich der Kath. Kirche Mariä Unbefleckte Empfängnis in Elsendorf, darunter die Spuren von Vorgängerbauten bzw. älteren Bauphasen. | D-2-7236-0100 |      |
| Elsendorf (Standort)            | Untertägige mittelalterliche und frühneuzeitliche Befunde im Bereich der Kath. Kapelle St. Johannes beim Heigelhof in Elsendorf, darunter die Spuren von Vorgängerbauten bzw. älteren Bauphasen sowie ein Pestfriedhof.                                                                                  | D-2-7236-0101 |      |
| Elsendorf (Standort)            | Turmhügel des Mittelalters. | D-2-7237-0017 |      |
| Elsendorf (Standort)            | Siedlung vor- und frühgeschichtlicher Zeitstellung. | D-2-7237-0018 |      |
| Train (Niederbayern) (Standort) | Verebnete Grabhügel vorgeschichtlicher Zeitstellung. | D-2-7237-0093 |      |
| Elsendorf (Standort)            | Siedlung vor- und frühgeschichtlicher Zeitstellung. | D-2-7237-0115 |      |
| Elsendorf (Standort)            | Untertägige mittelalterliche und frühneuzeitliche Befunde im Bereich der Kath. Kirche St. Nikolaus in Horneck, darunter die Spuren von Vorgängerbauten bzw. älteren Bauphasen. | D-2-7237-0138 |      |
| Elsendorf (Standort)            | Siedlung vor- und frühgeschichtlicher Zeitstellung. | D-2-7336-0012 |      |
| Elsendorf (Standort)            | Siedlung vor- und frühgeschichtlicher Zeitstellung. | D-2-7336-0013 |      |
| Elsendorf (Standort)            | Siedlung vor- und frühgeschichtlicher Zeitstellung. | D-2-7336-0014 |      |
| Elsendorf (Standort)            | Verebnete Grabhügel vorgeschichtlicher Zeitstellung. | D-2-7336-0015 |      |
| Elsendorf (Standort)            | Untertägige mittelalterliche und frühneuzeitliche Befunde im Bereich des Schlosses mit Schlosskapelle St. Georg und zugehöriger Ökonomie in Ratzenhofen, zuvor mittelalterliche Burg. Siedlung der frühen Latènezeit, Bestattungsplatz vor- und frühgeschichtlicher bzw. mittelalterlicher Zeitstellung. | D-2-7336-0016 |      |
| Elsendorf (Standort)            | Siedlung der älteren Urnenfelderzeit. | D-2-7336-0017 |      |
| Elsendorf (Standort)            | Siedlung der Stichbandkeramik, der Gruppe Oberlauterbach, der Münchshöfener Kultur und der Chamer Gruppe. | D-2-7336-0018 |      |
| Elsendorf (Standort)            | Siedlung vor- und frühgeschichtlicher Zeitstellung. | D-2-7336-0019 |      |
| Mainburg (Standort)             | Verebnetes unregelmäßiges Grabenwerk mit zwei Gräben vor- und frühgeschichtlicher Zeitstellung. | D-2-7336-0040 |      |
| Elsendorf (Standort)            | Untertägige mittelalterliche und frühneuzeitliche Befunde im Bereich der Kath. Kirche Hl. Kreuz in Haunsbach, darunter die Spuren von Vorgängerbauten bzw. älteren Bauphasen. | D-2-7336-0124 |      |
| Elsendorf (Standort)            | Untertägige frühneuzeitliche Befunde im Bereich der ehem. Einsiedelei Sankt Anton mit der Kath. Wallfahrtskirche St. Anton und zwei Kapellen, darunter die Spuren von Vorgängerbauten bzw. älteren Bauphasen sowie die abgegangene Klause.                                                               | D-2-7336-0128 |      |
| Elsendorf (Standort)            | Siedlung vor- und frühgeschichtlicher Zeitstellung. | D-2-7337-0008 |      |
| Elsendorf (Standort)            | Siedlung vor- und frühgeschichtlicher Zeitstellung. | D-2-7337-0061 |      |
| Elsendorf (Standort)            | Untertägige mittelalterliche und frühneuzeitliche Befunde im Bereich der Kath. Kirche St. Xystus in Allakofen, darunter die Spuren von Vorgängerbauten bzw. älteren Bauphasen. | D-2-7337-0117 |      |
| Elsendorf (Standort)            | Untertägige mittelalterliche und frühneuzeitliche Befunde im Bereich der Kath. Kirche St. Margaretha in Margarethenthann, darunter die Spuren von Vorgängerbauten bzw. älteren Bauphasen. | D-2-7337-0119 |      |
| Elsendorf (Standort)            | Untertägige mittelalterliche und frühneuzeitliche Befunde im Bereich der Kath. Kirche St. Martin und St. Nikolaus in Wolfshausen, darunter die Spuren von Vorgängerbauten bzw. älteren Bauphasen. | D-2-7337-0122 |      |